# Juan Carlos Eguren
Juan Carlos Ricardo Eguren Neuenschwander (Arequipa, 1 de abril de 1961) es un abogado y político peruano. Fue congresista de la república por la región Arequipa en dos periodos consecutivos. Fue también miembro del Partido Popular Cristiano y desempeñó la vicepresidencia del partido desde noviembre del 2007 hasta noviembre del 2011.

## Biografía
Juan Carlos Eguren nació el día 1 de abril del año 1961 en Arequipa, ciudad ubicada en el sur del Perú. Eguren es hijo de Alfonso Eguren y de Bertha Neuenschwander. Es también nieto del minero y maderero Juan Neuenshwander Landa.
Realizó sus estudios primarios y secundarios en el Colegio Internacional Elim de Arequipa. En el año 1983, Eguren estudió la carrera de Derecho en la Universidad Católica de Santa María, culminando sus estudios en el año 1989. Sus estudios de marketing los realizó en Lima y en Tarapacá en Chile.
Está casado con  Narda Mendoza Olivera.
Fundó el movimiento universitario Fuerza y Acción de Cambio Estudiantil en 1985. Se preparó política y doctrinariamente en el Instituto José Faustino Sánchez Carrión, auspiciado por la fundación Konrad Adenauer y presidido por Ernesto Alayza Grundy, histórica figura del Partido Popular Cristiano. Debido a esto, Eguren se afilia al PPC e inicia su carrera política cuando es elegido como secretario departamental de Doctrina del partido en la sede de Arequipa. Posteriormente fue electo miembro de la Comisión Política del PPC hasta el año 2015.
En las elecciones generales del 2006, fue elegido Congresista de la República en representación de Arequipa por Unidad Nacional, con 26,266 votos, para el período parlamentario 2006-2011.
Durante su labor parlamentaria, fue Presidente de la Comisión de Descentralización del Congreso entre el 2006 y 2007. 
En las elecciones generales del 2011, fue reelegido Congresista en representación de Arequipa por la Alianza por el Gran Cambio, con 49,017 votos, para el período parlamentario 2011-2016.
Durante su labor legislativa, fue 2.º Vicepresidente del Congreso en la Mesa Directiva presidida por Víctor Isla Rojas (2012-2013). En junio del 2015 , votó en contra del proyecto de ley sobre el Aborto en Casos de Violación, sosteniendo que los embarazos se producen en mayor cantidad en el entorno familiar, que muy pocas veces la agresión sexual genera embarazos y que incluso "gran parte de los violadores ni siquiera logran eyacular" pues hasta "sufren de disfunción eréctil". Sostuvo que por lo tanto el tema debería abordarse desde otras perspectivas.
En octubre del 2011, postuló a la presidencia del Partido Popular Cristiano, sin embargo, fue derrotado por Raúl Castro Stagnaro.
Intentó nuevamente su reelección al Congreso de la República en las elecciones generales del 2016 por Alianza Popular, sin embargo no resultó reelegido.